# グリンカ (小惑星)
グリンカ (2205 Glinka) は小惑星帯に位置する小惑星。ソ連の女性天文学者リュドミーラ・チェルヌイフが発見した。

## 名称
「近代ロシア音楽の父」と呼ばれる19世紀ロシアの作曲家、ミハイル・グリンカ（1804年 - 1857年）から命名された。